# Juan Bautista de Toledo
Juan Bautista de Toledo (n. 1515, Toledo, Castilia-La Mancha, Spania – d. 15 mai 1567, Madrid, Madrid⁠(d), Spania) a fost unul dintre cei mai renumiți arhitecți spanioli ai epocii lui.

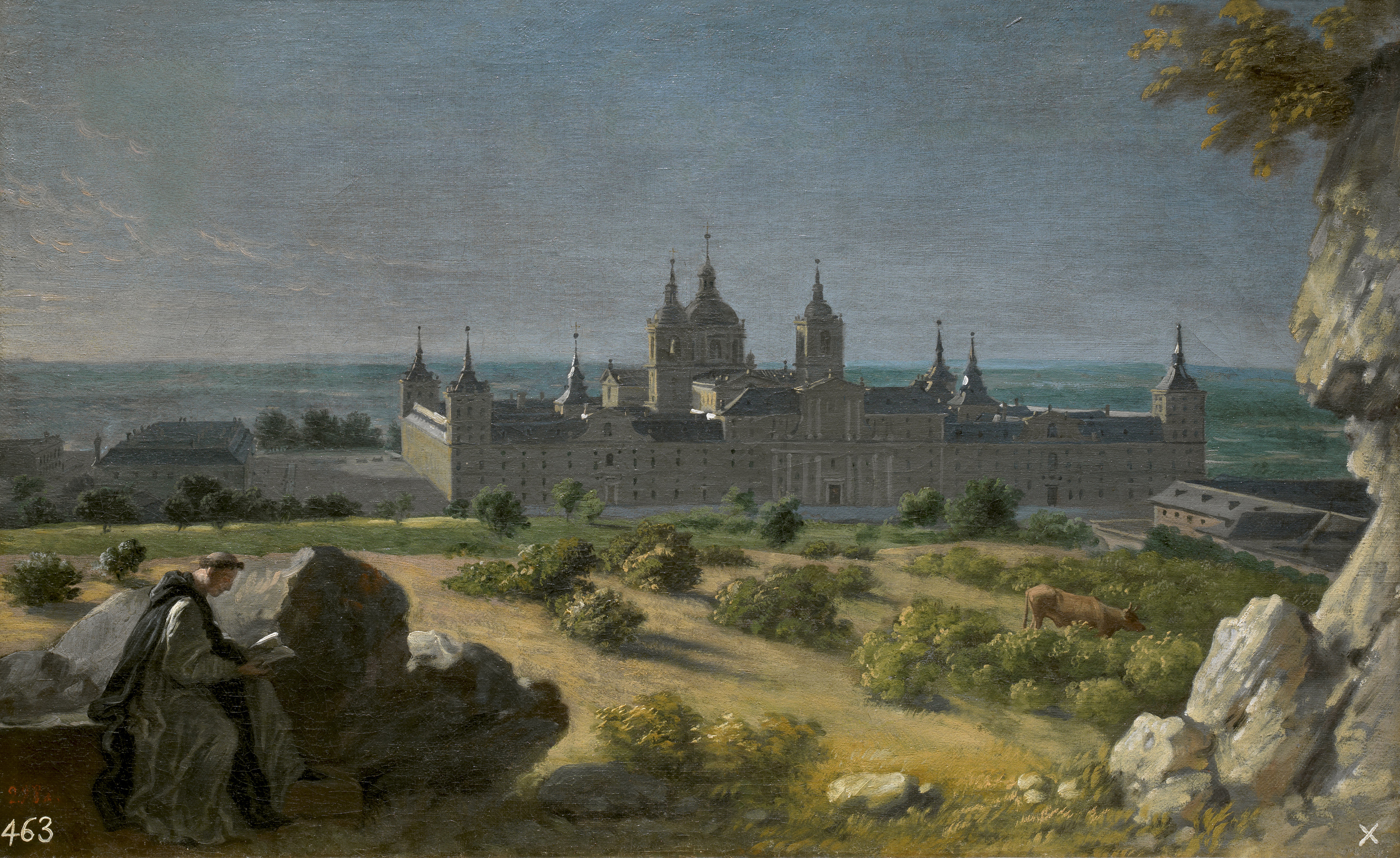
Michel-Ange Houasse: El Escorial, 1723

## Studiu
Studiază filosofia, greaca, latina, matematica și sculptura în Roma unde este ucenicul maeștrilor Andrea Palladio, Baldassare Peruzzi și Jacopo Sansovino. Între  1546 - 1548 participă la construcția Domului Sf. Petru unter sub îndrumarea directă a lui Michelangelo.

## Viața

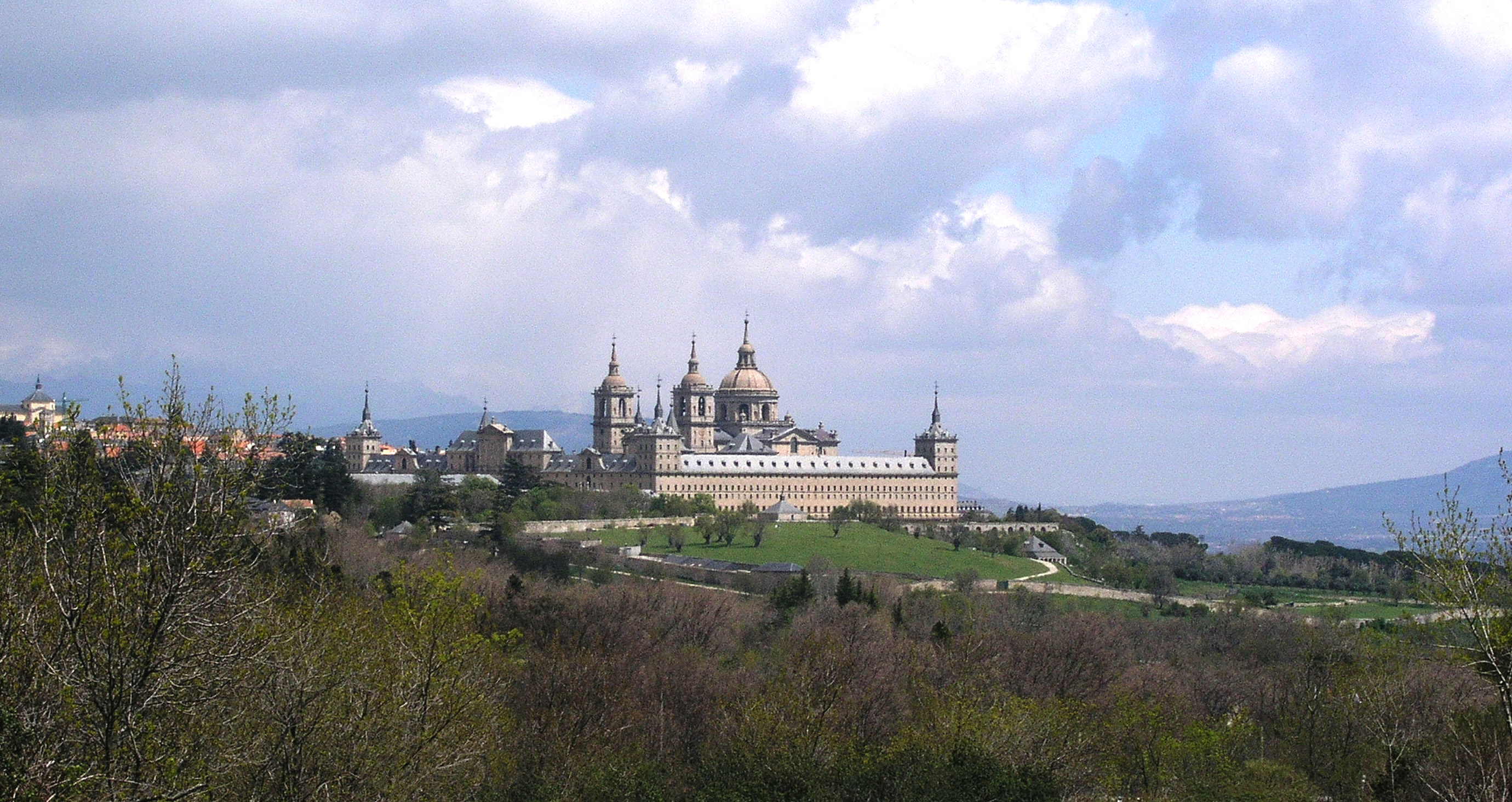
San Lorenzo de El Escorial

Batista este invitat în octombrie 1548 de către viceregele din Napoli Pedro de Toledo să lucreze acolo. S-a căsătorit cu Ursula Javarria și a avut doi copii.În toamna anului  1559 este invitat de regele spaniol Filip al II-lea să devină arhitectul curții regale. Sarcina principală era introducerea arhitecturii renascentiste italiene în Spania, care în acea vreme era dominată de arhitectura gotică și maură. În drum spre Spania pierde întreaga familie într-un naufragiu.
Între  1561 -1562 face planurile pentru complexul Real Monasterio de El Escorial, iar în 1562 sunt gata schițele pentru mănăstirea Real Monasterio de El Escorial. La 23 aprilie 1563 se pune piatra de temelie a acestei mănăstiri.
Juan Bautista moare la 16 mai 1567 după o boală grea, înainte de terminarea mănăstirii Escorial. Ucenicul lui Juan de Herrera preia șantierul și termină construcția.

## Lucrări

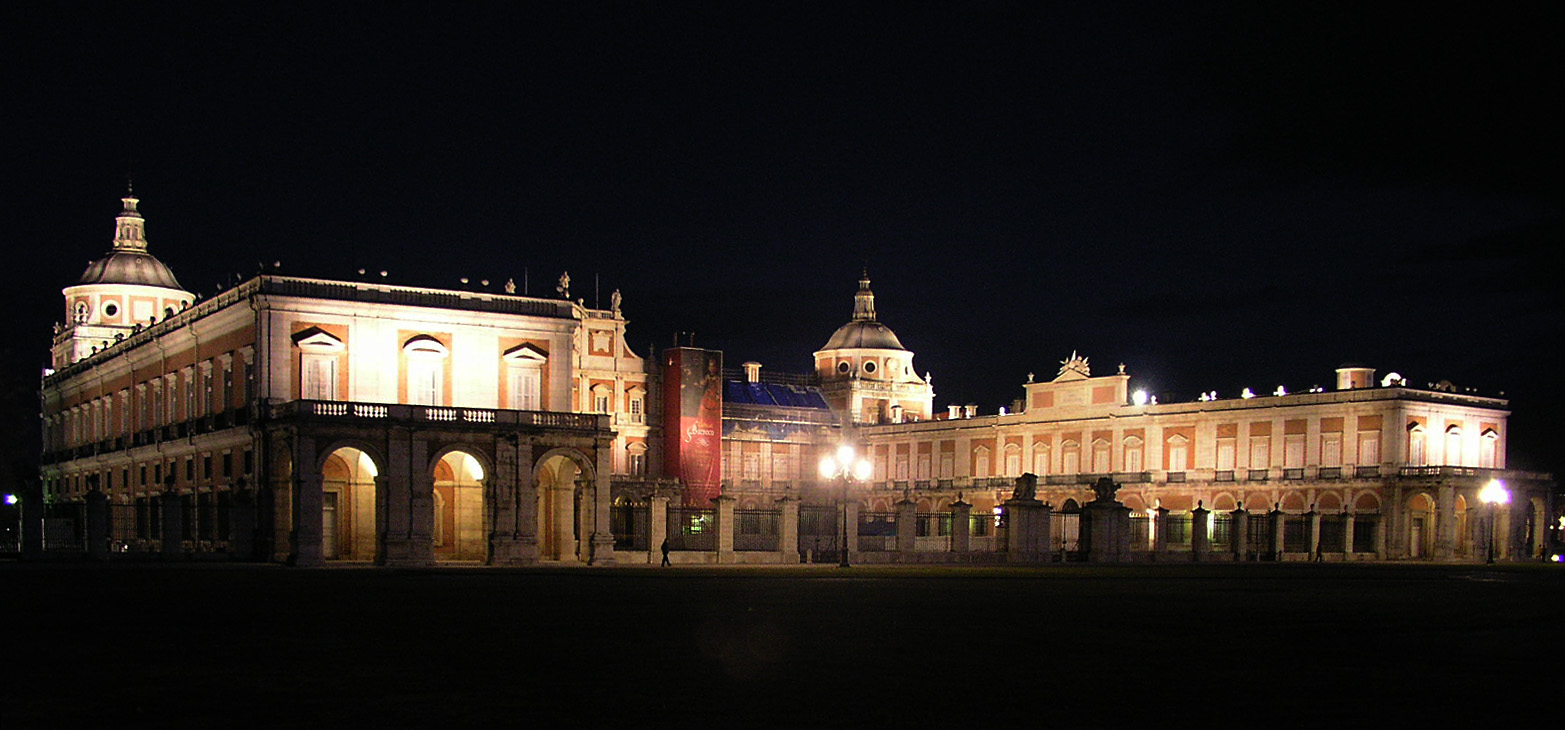
Palatul din Aranjuez

- Roma: San Giacomo de los Españoles
- Napoli: Strada de Toledo
- Napoli: Biserica Santiago
- Aranjuez: Palacio Real de Aranjuez
- Madrid: Iglesia de las Descalzas Reales